# Djurgårdens IF Fotboll 1901
Djurgårdens IF Fotboll spelade i dåvarande Rosenska pokalens spel 1901. Man förlorade semifinalen med 2-1 mot Gefle IF den 1 september.